# Liste des personnalités les plus puissantes du monde selon Forbes

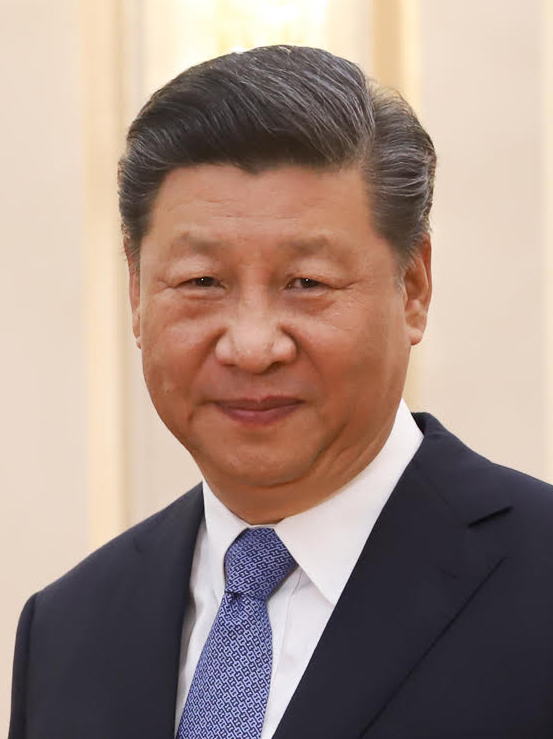
Selon Forbes, Xi Jinping est la personnalité la plus puissante du monde en 2018.

De 2000 à 2018 (sauf en 2017), le magazine Forbes a publié annuellement une liste des personnalités les plus puissantes du monde.
Cette liste octroie une place par centaine de millions de personnes sur la Terre. Ainsi, en 2009, il y a 67 personnes sur la liste, en 2010 il y en a 68, en 2011 il y en a 70 et en 2012 il y en a 71. Ces places sont attribuées en fonction des ressources humaines et financières dont la personne dispose, et de son influence sur les évènements mondiaux.

## Personnalités les plus puissantes du monde selon Forbes
| Année | 1re              | 2e               | 3e                     | 4e               | 5e                     |
| ----- | ---------------- | ---------------- | ---------------------- | ---------------- | ---------------------- |
| 2009  | Barack Obama     | Hu Jintao        | Vladimir Poutine       | Ben Bernanke     | Sergey Brin Larry Page |
| 2010  | Hu Jintao        | Barack Obama     | Abdallah ben Abdelaziz | Vladimir Poutine | Benoît XVI             |
| 2011  | Barack Obama     | Vladimir Poutine | Hu Jintao              | Angela Merkel    | Bill Gates             |
| 2012  | Barack Obama     | Angela Merkel    | Vladimir Poutine       | Bill Gates       | Benoît XVI             |
| 2013  | Vladimir Poutine | Barack Obama     | Xi Jinping             | François         | Angela Merkel          |
| 2014  | Vladimir Poutine | Barack Obama     | Xi Jinping             | François         | Angela Merkel          |
| 2015  | Vladimir Poutine | Angela Merkel    | Barack Obama           | François         | Xi Jinping             |
| 2016  | Vladimir Poutine | Donald Trump     | Angela Merkel          | Xi Jinping       | François               |
| 2017  | Pas de liste     | Pas de liste     | Pas de liste           | Pas de liste     | Pas de liste           |
| 2018  | Xi Jinping       | Vladimir Poutine | Donald Trump           | Angela Merkel    | Jeff Bezos             |

## Historique
Les classements regroupent uniquement les dix premières positions.

### 2009
| #  | Personne                        | Fonction / Position                                                                   |
| -- | ------------------------------- | ------------------------------------------------------------------------------------- |
| 1  | Barack Obama                    | 44e président des États-Unis                                                          |
| 2  | Hu Jintao                       | Secrétaire général du Parti communiste chinois                                        |
| 3  | Vladimir Poutine                | Président du gouvernement de la fédération de Russie                                  |
| 4  | Ben Bernanke                    | 14e président de la Réserve fédérale des États-Unis                                   |
| 5  | Sergey Brin / Larry Page        | Fondateurs de Google                                                                  |
| 6  | Carlos Slim                     | Directeur général de Telmex                                                           |
| 7  | / Rupert Murdoch                | Président du conseil d'administration d'une société anonyme de News Corporation       |
| 8  | Mike Duke                       | Directeur général de Walmart                                                          |
| 9  | Abdallah ben Abdelaziz Al Saoud | 6e roi d'Arabie saoudite Custodian of the Two Holy Mosques                            |
| 10 | Bill Gates                      | Coprésident de la Fondation Bill-et-Melinda-Gates Fondateur et président de Microsoft |

### 2010
| #  | Personne                        | Fonction / Position                                                                |
| -- | ------------------------------- | ---------------------------------------------------------------------------------- |
| 1  | Hu Jintao                       | Secrétaire général du Parti communiste chinois                                     |
| 2  | Barack Obama                    | 44e président des États-Unis                                                       |
| 3  | Abdallah ben Abdelaziz Al Saoud | 6e roi d'Arabie saoudite Custodian of the Two Holy Mosques                         |
| 4  | Vladimir Poutine                | Président du gouvernement de la fédération de Russie                               |
| 5  | Benoît XVI                      | 265e pape de l'Église catholique                                                   |
| 6  | Angela Merkel                   | 8e chancelière d'Allemagne                                                         |
| 7  | David Cameron                   | Premier ministre du Royaume-Uni                                                    |
| 8  | Ben Bernanke                    | 14e président de la Réserve fédérale des États-Unis                                |
| 9  | Sonia Gandhi                    | President du Congrès national indien Membre du parlement en Inde                   |
| 10 | Bill Gates                      | Coprésident de Fondation Bill-et-Melinda-Gates Fondateur et président de Microsoft |

### 2011
| #  | Personne                        | Fonction / Position                                                                |
| -- | ------------------------------- | ---------------------------------------------------------------------------------- |
| 1  | Barack Obama                    | 44e président des États-Unis                                                       |
| 2  | Vladimir Poutine                | Président du gouvernement de la fédération de Russie                               |
| 3  | Hu Jintao                       | Secrétaire général du Parti communiste chinois                                     |
| 4  | Angela Merkel                   | 8e chancelière de l'Allemagne                                                      |
| 5  | Bill Gates                      | Coprésident de Fondation Bill-et-Melinda-Gates Fondateur et président de Microsoft |
| 6  | Abdallah ben Abdelaziz Al Saoud | 6e roi d'Arabie saoudite Custodian of the Two Holy Mosques                         |
| 7  | Benoît XVI                      | 265e pape de l'Église catholique                                                   |
| 8  | Ben Bernanke                    | 14e président de la Réserve fédérale des États-Unis                                |
| 9  | Mark Zuckerberg                 | Directeur général fondateur de Facebook                                            |
| 10 | David Cameron                   | Premier ministre du Royaume-Uni                                                    |

Source : Forbes

### 2012
| #  | Personne                        | Fonction / Position                                                                       |
| -- | ------------------------------- | ----------------------------------------------------------------------------------------- |
| 1  | Barack Obama                    | 44e président des États-Unis                                                              |
| 2  | Angela Merkel                   | 8e chancelière de l'Allemagne                                                             |
| 3  | Vladimir Poutine                | Président du gouvernement de la fédération de Russie                                      |
| 4  | Bill Gates                      | Coprésident de Fondation Bill-et-Melinda-Gates Fondateur et ancien président de Microsoft |
| 5  | Benoît XVI                      | 265e Pape de l'Église catholique                                                          |
| 6  | Ben Bernanke                    | 14e Président de la Réserve fédérale des États-Unis                                       |
| 7  | Abdallah ben Abdelaziz Al Saoud | 6e roi d'Arabie saoudite Custodian of the Two Holy Mosques                                |
| 8  | Mario Draghi                    | 3e président de la Banque centrale européenne                                             |
| 9  | Xi Jinping                      | Secrétaire général du Parti communiste chinois                                            |
| 10 | David Cameron                   | Premier ministre du Royaume-Uni                                                           |

Source : Forbes

### 2013
| #  | Personne                        | Fonction / Position                                                                       |
| -- | ------------------------------- | ----------------------------------------------------------------------------------------- |
| 1  | Vladimir Poutine                | Président de la fédération de Russie                                                      |
| 2  | Barack Obama                    | Président des États-Unis                                                                  |
| 3  | Xi Jinping                      | Secrétaire général du Parti communiste chinois                                            |
| 4  | François                        | Pape de l'Église catholique                                                               |
| 5  | Angela Merkel                   | Chancelière de l'Allemagne                                                                |
| 6  | Bill Gates                      | Coprésident de Fondation Bill-et-Melinda-Gates Fondateur et ancien président de Microsoft |
| 7  | Ben Bernanke                    | Président de la Réserve fédérale des États-Unis                                           |
| 8  | Abdallah ben Abdelaziz Al Saoud | Roi d'Arabie saoudite Custodian of the Two Holy Mosques                                   |
| 9  | Mario Draghi                    | Président de la Banque centrale européenne                                                |
| 10 | Mike Duke                       | Ancien CEO de Walmart                                                                     |

### 2014
| #  | Personne               | Fonction / Position                                                                          |
| -- | ---------------------- | -------------------------------------------------------------------------------------------- |
| 1  | Vladimir Poutine       | Président de la fédération de Russie                                                         |
| 2  | Barack Obama           | Président des États-Unis                                                                     |
| 3  | Xi Jinping             | Secrétaire général du Parti communiste chinois                                               |
| 4  | François               | Pape de l'Église catholique                                                                  |
| 5  | Angela Merkel          | Chancelière de l'Allemagne                                                                   |
| 6  | Janet Yellen           | Présidente de la Réserve fédérale des États-Unis                                             |
| 7  | Bill Gates             | Coprésident de la Fondation Bill-et-Melinda-Gates Fondateur et ancien président de Microsoft |
| 8  | Mario Draghi           | Président de la Banque centrale européenne                                                   |
| 9  | Sergey Brin Larry Page | Cofondateurs de Google                                                                       |
| 10 | David Cameron          | Premier ministre du Royaume-Uni                                                              |

### 2015
| #  | Personne         | Fonction / Position                                                                                         |
| -- | ---------------- | --- |
| 1  | Vladimir Poutine | Président de la fédération de Russie                                                                        |
| 2  | Angela Merkel    | Chancelière de l'Allemagne                                                                                  |
| 3  | Barack Obama     | Président des États-Unis                                                                                    |
| 4  | François         | Pape de l'Église catholique                                                                                 |
| 5  | Xi Jinping       | Secrétaire général du Parti communiste chinois                                                              |
| 6  | Bill Gates       | Cofondateur et coprésident de la Fondation Bill-et-Melinda-Gates Fondateur et ancien président de Microsoft |
| 7  | Janet Yellen     | Présidente de la Réserve fédérale des États-Unis                                                            |
| 8  | David Cameron    | Premier ministre du Royaume-Uni                                                                             |
| 9  | Narendra Modi    | Premier ministre de l'Inde                                                                                  |
| 10 | Larry Page       | Cofondateur de Google                                                                                       |

### 2016
| #  | Personne         | Fonction / Position                                                                                         |
| -- | ---------------- | --- |
| 1  | Vladimir Poutine | Président de la fédération de Russie                                                                        |
| 2  | Donald Trump     | Président des États-Unis                                                                                    |
| 3  | Angela Merkel    | Chancelière de l'Allemagne                                                                                  |
| 4  | Xi Jinping       | Secrétaire général du Parti communiste chinois                                                              |
| 5  | François         | Pape de l'Église catholique                                                                                 |
| 6  | Janet Yellen     | Présidente de la Réserve fédérale des États-Unis                                                            |
| 7  | Bill Gates       | Cofondateur et coprésident de la Fondation Bill-et-Melinda-Gates Fondateur et ancien président de Microsoft |
| 8  | Larry Page       | Cofondateur de Google                                                                                       |
| 9  | Narendra Modi    | Premier ministre de l'Inde                                                                                  |
| 10 | Mark Zuckerberg  | Directeur général fondateur de Facebook                                                                     |

### 2018
| #  | Personne                      | Fonction / Position                                                                                         |
| -- | ----------------------------- | --- |
| 1  | Xi Jinping                    | Secrétaire général du Parti communiste chinois                                                              |
| 2  | Vladimir Poutine              | Président de la fédération de Russie                                                                        |
| 3  | Donald Trump                  | Président des États-Unis                                                                                    |
| 4  | Angela Merkel                 | Chancelière de l'Allemagne                                                                                  |
| 5  | Jeff Bezos                    | Président-directeur général d'Amazon                                                                        |
| 6  | François                      | Pape de l'Église catholique                                                                                 |
| 7  | Bill Gates                    | Cofondateur et coprésident de la Fondation Bill-et-Melinda-Gates Fondateur et ancien président de Microsoft |
| 8  | Mohammed ben Salmane Al Saoud | Prince héritier d'Arabie saoudite                                                                           |
| 9  | Narendra Modi                 | Premier ministre de l'Inde                                                                                  |
| 10 | Larry Page                    | Cofondateur de Google                                                                                       |